# Vóley Murcia
El Centro de Promoción y Prácticas Deportivas Vóley Murcia de Murcia, España. Nace en septiembre de 1978. El club fue fundado por un grupo de jóvenes entusiastas de edades entre los 16 y 18 años, habiendo ascendiendo hasta tres veces a División de Honor; la primera en el año 1990 como Campeón de Liga de Primera División, la segunda en 1996 y la tercera en 2011.
En la temporada 2006/2007 pierde la categoría y desciende a la recién creada Superliga 2 Femenina del voleibol español. En la temporada 2010/2011 logra la Copa de la Princesa y la tercera posición en la Superliga Junior Femenina, así como la segunda posición en Superliga 2 que le supone el ascenso y el retorno a Superliga. Compite patrocinado por la UCAM.